# Jacobo Timerman
Pour les articles homonymes, voir Timerman.
 (mars 2020).
Si vous disposez d'ouvrages ou d'articles de référence ou si vous connaissez des sites web de qualité traitant du thème abordé ici, merci de compléter l'article en donnant les références utiles à sa vérifiabilité et en les liant à la section « Notes et références ».
Jacobo Timerman, né le 6 janvier 1923 à Bar (URSS) et mort 11 novembre 1999 à Buenos Aires, est un éditeur, journaliste et écrivain argentin. Il fonda en 1971 La Opinión, un journal centriste qui comptait alors parmi les meilleurs journaux argentins de l'époque. 
Séquestré en avril 1977 par la junte, l'« affaire Timerman » eut alors une répercussion internationale, la junte étant notamment accusée d'antisémitisme. La mobilisation mondiale permit sa libération en 1979, Timerman étant alors déchu de sa nationalité et expulsé vers Israël, témoignant ensuite de son expérience sur les centres clandestins de détention dans un livre publié en 1980 aux États-Unis, Prisonnier sans nom, cellule sans numéro, qui contribua à faire connaître du grand public les violations des droits de l'homme commises par la junte.
Timerman est rentré en Argentine avec la transition démocratique.

## Biographie
Jacobo Timerman est né à Bar, en Ukraine, arrivant en Argentine à l'âge de cinq ans, en 1928.
Journaliste reconnu depuis les années 1960, de 1971 à 1977, il est à l'origine de publications dénonçant les violations des droits de l'homme par les divers gouvernements argentins [réf. nécessaire] . 
Dans les premiers temps qui suivent le coup d'État de mars 1976, Timerman et son journal adoptent pourtant une ligne ambiguë, justifiant le putsch militaire par la crise politique antérieure du pays, tout en considérant le général Videla, nommé à la tête de la junte, comme un frein contre les courants les plus à l'extrême-droite du régime, incarnés par les généraux Ramón Camps, Ibérico Saint Jean et Guillermo Suárez Mason.

### Affaire Timerman
Malgré cette ligne prudente, le journal est fermé et exproprié en 1977, tandis que Timerman est fait disparaitre, le 14 avril 1977 par un groupe paramilitaire dirigé par le général Ramón Camps. Son enlèvement a été décidé par les militaires les plus radicaux, présents en particulier dans la province de Buenos Aires, et qui escomptaient ainsi démontrer l'allégeance prétendue de Timerman au communisme et ses prétendus liens avec le banquier David Graiver, accusé par la revue antisémite Cabildo de financer (prétendument) la guérilla des Montoneros.
Timerman a été détenu pendant deux ans dans des centres clandestins de détention, expérience à l'origine du livre Prisonner without a name, Cell without a number (« Prisonnier sans nom, cellule sans numéro »), publié en 1981 aux États-Unis, dans lequel il témoigne sur les actes de torture dont il a été victime. Le livre a été ensuite publié clandestinement en 1982 en Argentine par les éditions El Cid, dirigées par Eduardo Varela Cid (futur député ménémiste), sous le titre El caso Camps. Punto inicial, l'édition légale n'ayant été faite qu'en 2000. Ce titre s'oppose à celui du livre du général Ramón Camps, Caso Timerman. Punto final (1982).
Face aux critiques de l'opinion internationale et de la communauté internationale (dont l'administration Carter), l'accusant notamment d'antisémitisme, lequel devient visible aux yeux du monde avec l'enlèvement d'un des journalistes les plus célèbres d'Argentine, couplé avec la répression qui frappe la famille de l'un des banquiers les plus riches du pays, David Graiver (mort dans un accident d'avion trouble le 7 août 1976), la junte finit par reconnaître et légaliser la détention de Timerman, assigné à résidence en avril 1978. 
Sans être inculpé, Timerman est alors sous contrôle judiciaire, accusé, en vertu de l'« Acte de Responsabilité institutionnelle » promulgué par la junte, d'être responsable de « préjudices envers les intérêts supérieurs de la Nation » . Il est libéré le 21 septembre 1979, la junte le spoliant alors de sa nationalité et l'expulsant vers Israël.
Cette libération a été férocement critiquée par les secteurs les plus radicaux de l'extrême-droite argentine, dont la revue Cabildo, suscitant aussi l'ire du général Luciano Benjamín Menéndez.

### Libération et transition démocratique
En 1980, il reçoit la Plume d'or de la liberté pour son action militante au nom de la liberté d'expression. À Tel Aviv, il écrit The Longest War (« La guerre la plus longue ») avant de déménager à Madrid puis à New York, ne rentrant à Buenos Aires qu'en 1984, après l'élection de Raúl Alfonsín. Trois ans plus tard, il publie Chile, une vision critique de la vie sous la dictature de Pinochet.